# Oare
Oare è un singolo promozionale della cantante rumena Inna, pubblicato il 14 ottobre 2012 ed estratto dal terzo disco di inediti Party Never Ends, nella nuova versione The Ultimate Edition.

## Il brano
Il brano è stato scritto e prodotto da Sebastian Barac con la stessa cantante, incisa e pubblicata nel 2009 sul suo sito ufficiale senza promozioni. Un rifacimento del brano venne lanciato il 14 ottobre 2012 come singolo promozionale digitale non appartenente a nessun album. Il video del singolo è stato pubblicato su YouTube il 7 novembre 2012 in formato lyric video.
Inna ha cantato live Oare alla serie di concerti del Rock The Roof a Bucarest.
Il 21 ottobre 2020 a distanza di sette anni, la cantante sul canale musicale SoundCloud pubblica una nuova versione dell'album Party Never Ends chiamata; The Ultimate Edition dove vennero inclusi tutti i brani bonus track e anche quelli esclusi all'inizio, compreso Oare, perciò il brano fu rivalutato come terzo singolo promozionale estratto da questo disco.

## Crediti
- Inna - Voce, testo
- Play & Win - Testo, arrangiamento, produzione

## Tracce
- Promo Digital Track (2009)

1. Oare - 3:26

- Airplay e Digital Download (2012)

1. Oare (Radio Edit 2012) - 3:06

## Date di pubblicazione
| Nazione | Data            | Formato                   | Etichetta   |
| ------- | --------------- | ------------------------- | ----------- |
| Mondo   | 14 ottobre 2012 | Airplay, Digital Download | Roton Music |